# عايدة هلال
عايدة هلال (22 يوليو 1925 - 5 أغسطس 1987) ممثلة مصرية.

## عن حياتها
جمعت بين التمثيل والإنتاج ورئاسة نقابة الممثلين في لبنان وعملت في إذاعة القاهرة وإذاعة سوريا وبيروت بدايتها الفنية كانت فيلم فتاة السيرك، مع نعيمة عاكف وأشهر أفلامها فيلم المصيدة ولو كنت رجلا. كانت هي أول سيدة في العالم العربي، وصلت إلى منصب رئاسه الممثلين، تألقت على الشاشة المصرية في فيلم شهيدة الحب الإلهي، مثلت وأنتجت في لبنان أشهر أفلامها فيلم مريم الخاطئة، عملت في إذاعة القاهرة وإذاعة سوريا وبيروت.
تزوجت عايدة هلال مرتين، حيث كان الزواج الأول لها من رجل الأعمال اللبناني جوزيف مقطوم، وأنجبت منه ثلاثة أبناء، لكنهما انفصلا بهدوء بعد حدوث أزمة بينهما، وبعد فترة تزوجت الفنانة عايدة هلال من الصحفي المصري عبود فودة، وقضت معه بقية عمرها حتى توفيت في الخامس من أغسطس عام 1987.

## أعمالها

### الأفلام
- 1951: فتاة السيرك
- 1955: عرايس في المزاد
- 1956: صحيفة السوابق
- 1956: حب وإعدام
- 1959: شمس لا تغيب
- 1960: سر امرأة
- 1961: لا تذكريني
- 1961: عنتر بن شداد
- 1961: النصاب
- 1961: المراهق الكبير
- 1962: شهيدة الحب الإلهي
- 1963: المصيدة
- 1964: لو كنت رجلا
- 1966: مريام الخاطئة
- 1966: أجراس العودة

### دبلجة الرسوم المتحركة
- 1977: جريندايزر (نايدا - كاووري - شينشي)
- 1980: مغامرات ساسوكي (بعض أدوار النساء في بداية الحلقات)

### المسرحيات
- 1958: زواج عصري

### المسلسلات الإذاعية
- الأزواج الثلاثة
- الضحية
- العز واحد
- الغريب
- ثقوب في الثوب الأسود
- ثورة عرابي
- جزيرة الحب
- 1961: شخصيات تبحث عن مؤلف

## روابط خارجية
- عايدة هلال على موقع الدهليز
- عايدة هلال على موقع قاعدة بيانات الأفلام العربية